# Діно Баллаччі
Діно Баллаччі (італ. Dino Ballacci, 24 травня 1924, Болонья — 6 серпня 2013, Імола) — італійський футболіст, що грав на позиції захисника, зокрема за «Болонью» і національну збірну Італії. По завершенні ігрової кар'єри — тренер.

## Клубна кар'єра
Народився 24 травня 1924 року в Болоньї. Вихованець футбольної школи місцевого однойменного клубу. Дорослу футбольну кар'єру розпочав 1945 року в основній команді того ж клубу, в якій провів дванадцять сезонів, взявши участь у 306 матчах чемпіонату. Більшість часу, проведеного у складі «Болоньї», був основним гравцем захисту команди.
Згодом з 1957 по 1959 рік провів по сезону за друголіговий «Лекко» і третьоліговий «Луккезе-Лібертас», після чого протягом 1959–62 років завершував кар'єру на рівні четвертого італійського дивізіону виступами за «Портогруаро» та «Порточивітановезе».

## Виступи за збірну
1954 року провів свою єдину офіційну гру у складі національної збірної Італії.

## Кар'єра тренера
У своїй останній команді ігрової кар'єри, «Порточивітановезе», протягом 1961–1962 поєднував виступи на полі з тренерською роботою.
Згодом зосередився на кар'єрі тренера. З початку 1960-х до кінця 1980-х встиг потренувати понад 10 італійських команд другого, третього і четвертого дивізіонів.
Найбільшого успіху досяг із друголіговим «Катандзаро», який 1966 року вивів до фіналу тогорічного Кубка Італії, в якому представники Серії B дали бій вищоліговій «Фіорентіні», поступившись їй лише на передостанній хвилині додаткового часу, пропустивши з пенальті.
Помер 6 серпня 2013 року на 90-му році життя в Імолі.

## Статистика виступів

### Статистика клубних виступів
| Сезон                   | Команда                 | Чемпіонат               | Чемпіонат | Чемпіонат | Національний кубок | Національний кубок | Національний кубок | Усього | Усього |
| Сезон                   | Команда                 | Ліга                    | Ігор      | Голів     | Ліга               | Ігор               | Голів              | Ігор   | Голів  |
| ----------------------- | ----------------------- | ----------------------- | --------- | --------- | ------------------ | ------------------ | ------------------ | ------ | ------ |
| 1945–46                 | «Болонья»               | ЧІ                      | 5         | 0         | К-AI               | ?                  | ?                  | 5+     | 0+     |
| 1946–47                 | «Болонья»               | A                       | 13        | 0         | –                  | –                  | –                  | 13     | 0      |
| 1947–48                 | «Болонья»               | A                       | 14        | 0         | –                  | –                  | –                  | 14     | 0      |
| 1948–49                 | «Болонья»               | A                       | 32        | 0         | –                  | –                  | –                  | 32     | 0      |
| 1949–50                 | «Болонья»               | A                       | 36        | 0         | –                  | –                  | –                  | 36     | 0      |
| 1950–51                 | «Болонья»               | A                       | 38        | 1         | –                  | –                  | –                  | 38     | 1      |
| 1951–52                 | «Болонья»               | A                       | 33        | 0         | –                  | –                  | –                  | 33     | 0      |
| 1952–53                 | «Болонья»               | A                       | 32        | 0         | –                  | –                  | –                  | 32     | 0      |
| 1953–54                 | «Болонья»               | A                       | 29        | 2         | –                  | –                  | –                  | 29     | 2      |
| 1954–55                 | «Болонья»               | A                       | 34        | 4         | –                  | –                  | –                  | 34     | 4      |
| 1955–56                 | «Болонья»               | A                       | 32        | 1         | –                  | –                  | –                  | 32     | 1      |
| 1956–57                 | «Болонья»               | A                       | 8         | 0         | –                  | –                  | –                  | 8      | 0      |
| Усього за «Болонью»     | Усього за «Болонью»     | Усього за «Болонью»     | 306       | 8         | –                  | –                  | –                  | 306    | 8      |
| 1957–58                 | «Лекко»                 | B                       | 28        | 1         | –                  | –                  | –                  | 28     | 1      |
| 1958–59                 | «Луккезе-Лібертас»      | C                       | 29        | 0         | КІ                 | ?                  | ?                  | 29     | 0      |
| 1959–60                 | «Портогруаро»           | D                       | 27        | 6         | –                  | –                  | –                  | 27     | 6      |
| 1960–61                 | «Портогруаро»           | D                       | 30        | 2         | –                  | –                  | –                  | 30     | 2      |
| Усього за «Портогруаро» | Усього за «Портогруаро» | Усього за «Портогруаро» | 57        | 8         | –                  | –                  | –                  | 57     | 8      |
| 1961–62                 | «Порточивітановезе»     | C                       | 11        | 0         | –                  | –                  | –                  | 11     | 0      |
| Усього за кар'єру       | Усього за кар'єру       | Усього за кар'єру       | 431       | 17        | –                  | ?                  | ?                  | 431    | 17     |

### Статистика виступів за збірну
| Дата      | Місто | Господарі | Результат | Гості  | Турнір            | Голи | Примітки |
| --------- | ----- | --------- | --------- | ------ | ----------------- | ---- | -------- |
| 24-1-1954 | Мілан | Італія    | 5 – 1     | Єгипет | Відбір до ЧС 1954 | -    | 42'      |
| Усього    |       | Матчів    | 1         |        | Голів             | 0    |          |